# Forêt de Villefermoy
La forêt de Villefermoy est un massif forestier de plus de 4 000 hectares dont 2 675 hectares de forêt domaniale, situé en Seine-et-Marne.
Elle se trouve à une soixantaine de kilomètres au sud-est de Paris et une vingtaine de kilomètres à l'est de Melun.

## Géographie physique
La forêt de Villefermoy est située sur le plateau de la Brie.
Elle se situe sur le bassin de la Seine, arrosée par des affluents de l'Almont au nord, principalement le ru Guérin (alimentant les étangs de Villefermoy), et des affluents du ru de la Vallée Javot au sud.
Le territoire est vallonné, avec un point haut à 137 mètres (limite orientale du bois de Saint-Germain) et un point bas à 108 mètres (bordure de l'étang de Villefermoy).
Le massif forestier est relativement compact, rassemblant diverses forêts et bois : forêt de Villefermoy, forêt d'Échou, bois de Saint-Germain-Laval, bois de la Chapelle, bois de l'Étançon, bois du Petit Trénel, bois de Putemuse, etc.
La partie domaniale est composée de deux grands ensembles séparés par la trouée agricole reliant la Chapelle-Rablais au nord à Échouboulains au sud et empruntée par la RD 67 : la forêt de Villefermoy à l'ouest et le bois de Saint-Germain-Laval à l'est.
La forêt de Villefermoy se trouve au centre de plusieurs massifs forestiers plus moins connectés : bois de Bombon au nord, bois de la Borde au nord-ouest, bois de Saint-Loup et de Saint-Martin à l'est, bois de Malvoisine et bois du Fresnoy au sud-est, forêt de Saint-Martin et bois de Valence au sud.
Elle constitue le cœur du territoire agro-forestier de la Brie humide où forêt et espace agricole sont intimement imbriqués.
La forêt de Villefermoy est structurée par de grandes allées rectilignes, dont la route de Valence qui traverse la forêt du nord au sud, entrecoupées de carrefours en étoile, qui témoignent d'une longue tradition de chasse et dont le plus notable est le carrefour des Huit Routes situé au cœur de la forêt.

## Géographie administrative
La forêt domaniale de Villefermoy s'étend sur huit communes de Seine-et-Marne :
- Fontenailles
- Laval-en-Brie
- La Chapelle-Rablais
- Les Écrennes
- Échouboulains
- Coutençon
- Valence-en-Brie
- La Chapelle-Gauthier

## Géologie
La forêt de Villefermoy repose sur le plateau argileux humide de la Brie.
La forêt abrite des milieux humides avec la présence de plusieurs mares, la plupart d'anciens trous d’extraction de meulières, ainsi que des tourbières issues des matières organiques accumulées au fil des siècles dans des cavités gorgées d'eau.

## Histoire
Jadis, la forêt de Villefermoy faisait partie intégrante d'un vaste ensemble boisé qui regroupait, au nord de la Seine, la forêt de Villefermoy et les forêts voisines (bois de Bombon, bois de St-Loup et St-Martin, forêt de St-Martin, bois de Valence, forêt de Champagne, bois de la Borde, forêt de Barbeau, buisson de Massoury, etc.).
L'ensemble boisé a été parcouru dès le Néolithique et les populations l'ont habité et utilisé, de façon temporaire ou permanente, depuis l’époque gallo-romaine.
La forêt était située dans le prolongement de la Haye de Brie, aux limites des terres royales, à la frontière occidentale du comté de Champagne. Son exploration fut relativement tardive du fait de son étendue et de la nature de son terrain qui la rendait plus dangereuse que les forêts environnantes.
La forêt de Villefermoy est une ancienne forêt ecclésiastique propriété des abbayes de Barbeau, de Preuilly, de Saint-Germain-des-Prés et de la commanderie de l’ordre de Saint-Jean de Jérusalem de La Croix-en-Brie. Les moines s’en partageaient les profits en l’exploitant pour produire du bois d’œuvre et de chauffe qu’ils utilisaient dans leurs abbayes. L'ancienne ferme-abbaye de Villefermoy est l'œuvre des moines de Barbeau. L'étang de 40 hectares situé à côté de l'ancienne ferme-abbaye et composé de 4 parties séparées par des digues a été aménagé et entretenu pour la pêche par les moines qui y vivaient. Les possessions de l'abbaye de Barbeaux couvraient la majeure partie de la forêt de Villefermoy, située au nord de l'Étançon. Le bois de Saint-Germain ne faisait pas partie des biens de l'abbaye de Barbeaux, mais de l'abbaye de Saint-Germain-des-Prés.
La forêt fut un domaine de chasse à courre du roi Louis XVI. Après la Révolution française, la forêt est devenue bien national. elle est devenue propriété de l'État par échanges et acquisitions successives aux XIXe siècle et XXe siècle. Sa gestion est alors confiée à l’administration des Eaux et Forêts puis à l’Office national des forêts en 1964.

## Faune et flore

### Flore
La forêt de Villefermoy est constituée de chênes (très beaux spécimens), frênes, bouleau, tilleuls, acacias, merisiers et quelques résineux.
L'ONF procède au renouvellement progressif des peuplements par l'utilisation d'une technique sylvicole de régénération respectant les classes d'âge. elle permet de maintenir un équilibre entre arbres jeunes et âgés.

### Faune
La forêt abrite plus de 6 000 espèces animales, dont l’immense majorité est représentée par les insectes.
La faune est pour l'essentiel constituée de renards, sangliers, chevreuils, lièvres, faisans, perdrix, etc.
La forêt comprend un réseau de mares et milieux humides qui abritent une grande diversité d'amphibiens, dont plusieurs espèces protégées : rainette verte, grenouille rousse, salamandre tachetée, triton palmé, etc.
La forêt compte plus de 120 espèces d'oiseaux. Elle abrite un nombre important d’espèces ornithologiques rares. Parmi celles-ci, 26 espèces sont considérées comme remarquables sur le plan régional dont sept espèces nicheuses rares et protégées : bondrée apivore, busard Saint-Martin, milan noir, martin-pêcheur d'Europe, pic cendré, pic mar et pic noir, ainsi que l'autour des palombes et le torcol fourmilier.

### La chasse
La chasse dans le massif de Villefermoy est gérée différentes association des chasseurs et propriétaires privés.
Les accotements sont régulièrement élagués afin de préserver la faune entomologique et de mieux sécuriser les lignes de tirs lors des chasses.

## Gestion forestière

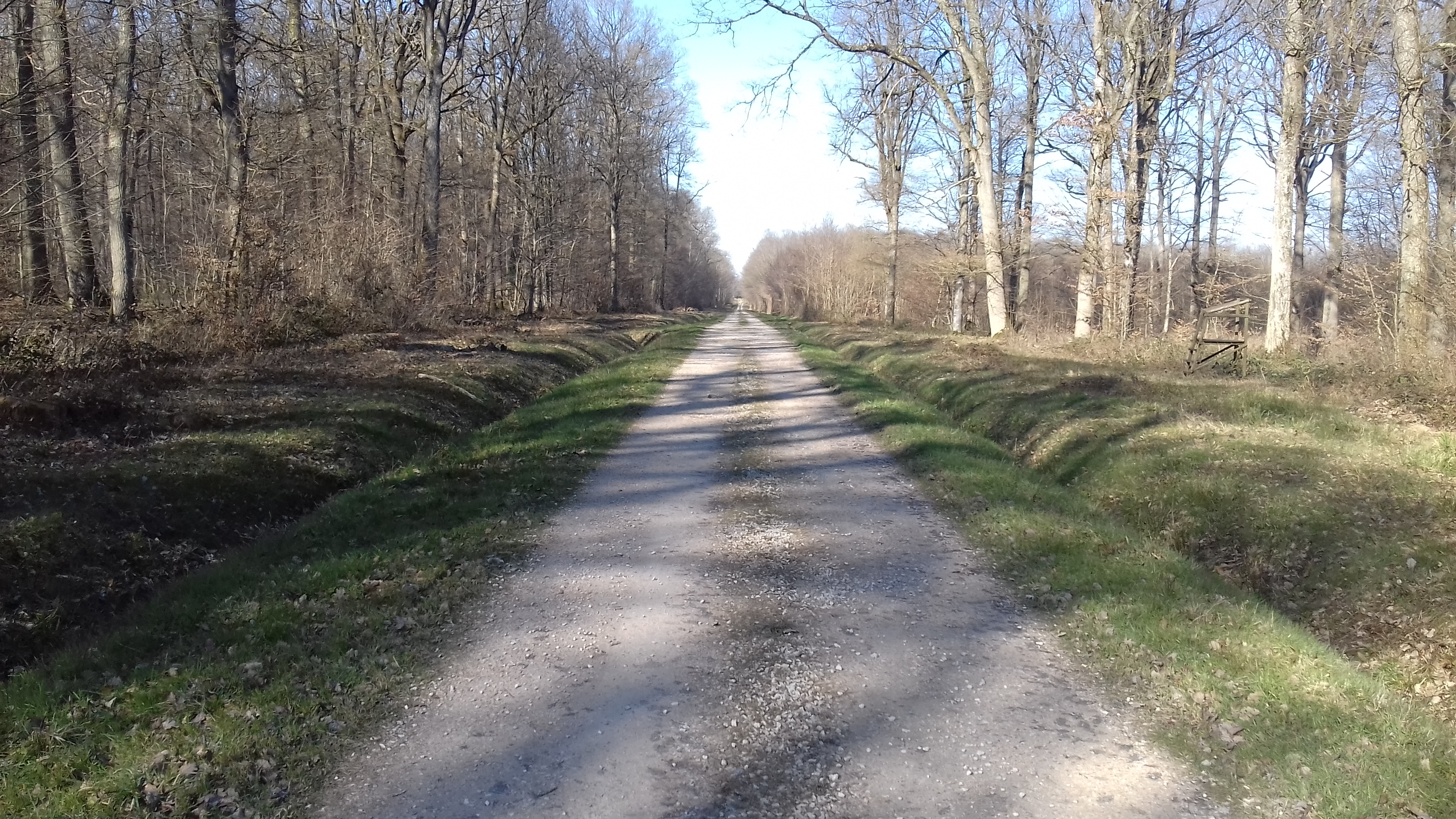
Route forestière dans la forêt de Villefermoy

L'ONF a pour mission d'assurer la pérennité du massif grâce à son entretien tout en garantissant un développement durable. Elle se doit de concilier l'intérêt sylvicole avec l'intérêt du public. Son principal objectif est l'accueil du public, comme toutes les forêts dites périurbaines. Elle assure par ailleurs une mission de production de bois, dont la vente aux exploitants forestiers couvre partiellement le financement de l'entretien et de la préservation du massif.
Les coupes d'arbres ont plusieurs débouchés, comme l'alimentation de grosses chaufferies bois de la région. Les plus beaux chênes de Villefermoy fournissent des merrains destinés à la fabrication de tonneaux.
La gestion forestière prend aujourd'hui en compte le développement durable, c'est-à-dire les enjeux biologiques et écologiques, ce qui n'était pas le cas il y a seulement trente ans. Plus spécifiquement dans le massif, les milieux écologiques spécifiques comme les mares sont protégées.
Le massif de Villefermoy est classé zone Natura 2000 (FR 1112001) par arrêté du 24 mars 2006, formée du regroupement de la forêt domaniale de Villefermoy et de forêts périphériques. Un peu plus de la moitié du massif appartient à des propriétaires privés. Au total, la ZPS regroupe 4 790  hectares, essentiellement boisés, et s'étend sur 9 communes. Par ordre d'importance en termes de surface dans la ZPS, on trouve : Fontenailles, Laval-en-Brie, Échouboulains, Les Écrennes, Valence-en-Brie, La Chapelle-Rablais, Pamfou, Coutençon, La Chapelle-Gauthier.
Le massif de Villefermoy est classé zone naturelle d'intérêt écologique, faunistique et floristique, tout comme l'étang de Villefermoy.
La commune animatrice d’Échouboulains a délégué à la Fédération Départementale des Chasseurs de Seine-et-Marne la mise en place des objectifs de gestion sur le site Natura 2000.

## Gestion administrative
La forêt domaniale de Villefermoy est la propriété de l'État français, qui en délègue la gestion à l'Office national des forêts. L'État assure le financement de l'entretien mais les collectivités locales sont également associées aux décisions.
Le conseil général de Seine-et-Marne participe également à l'effort financier.
Les subventions couvrent pour une large part les nécessaires équipements destinés à l'accueil du public ainsi que les travaux d'aménagement et de réfection des routes forestières.
Les massifs forestiers franciliens sont soumis à d'intenses pressions foncières et urbaines. Ce n'est pas le cas de la forêt de Villefermoy, située dans un secteur rural éloigné de Paris, où l'habitat est peu dense et dispersé.

## Aménagement
Un arboretum se trouve au carrefour des Huit Routes. Aménagé pour le public avec l'aide du conseil départemental de Seine-et-Marne, ce site propose, sur 4 hectares, une mosaïque d'essences forestières issues des zones tempérées.
La forêt de Villefermoy est traversée par le GRP Thibaut de Champagne, un sentier de grande randonnée qui forme une boucle d’environ 140 km en Seine-et-Marne.
Simplement creusés ou maçonnés en pierre de meulière, les puits disséminés dans la forêt témoignent d'une occupation ancienne par l'homme. Villefermoy recèle des traces encore visibles de loges ou bordes, l’habitat précaire du bûcheron, charbonnier, fendeur, équarrisseur ou fagoteur qui vivaient sur leur lieu de travail pendant toute la saison hivernale.

## Sociologie
La forêt de Villefermoy, située en zone rurale, reste peu fréquentée en comparaison d'autres forêts de la région parisienne comme la forêt de Fontainebleau. Toutefois c'est un lieu apprécié des habitants des communes du secteur (Melun, Nangis, Montereau-Fault-Yonne, etc.) pour la détente et les loisirs.

## Lieux remarquables
- Ancienne ferme-abbaye de Villefermoy
- Étangs de Villefermoy
- Arboretum du carrefour des Huit Routes

## Pour approfondir